# Macuenda
Macuenda (em luganda: Mukwenda) foi um senhor do Reino de Buganda, ativo no reinado dos cabacas Mutesa I (r. 1857–1884) e Muanga II (r. 1884–1888). Era chefe em Singo. Em 26 de maio de 1886, devido a perseguição aos cristãos de Muanga, deteve seu servo Lucas Banabaquintu e o amigo dele Matias Calemba em sua casa e os prendeu nos pés em hastes e nos pescoços em jugos escravos. No dia seguinte, os entregou ao catiquiro (chanceler) Mucassa.